# 根廻
根廻（ねまわり、ねまり、英語: Nemawari）は、宮城県宮城郡松島町の大字。郵便番号は981-0203。松島町ホームページによると人口は248人、世帯数は134世帯である。

## 地理
町の中央部に位置し、東は手樽と、西は初原と、南は高城と、北は幡谷と接する。また、町を南北に分ける丘陵地帯であり、山林がほとんどを占めるが、水田も一部にある。

### 海洋・河川
- 吉田川
- 高城川

### 小字
域内の小字は以下の通りである。
- 板ケ沢
- 一ノ渡
- 後沢
- 音無
- 上山王
- 萱刈
- 桐田
- 山王前
- 清水
- 自田沢
- 高寺
- 田中
- 檀ノ下
- 鶴沢
- 堂ノ前
- 泥
- 長佐野
- 長山
- 猫迫
- 根崎山神
- 人筈
- 平山
- 蒜沢
- 前沢
- 前沢上
- 丸田
- 矢倉場

#### 消滅した小字
以下は2023年4月現在における、根廻および近世の根廻村の消滅した小字である。
- 猫トマリ
- 月田沢

## 歴史
現在の行政区域としての成立は1928年（昭和3年）1月1日に松島村が町制を施行し松島町になったことによる。
昭和期には「ねまり」と呼ばれていたが、近年では「ねまわり」と呼ばれており、正式な行政地名も「ねまわり」となっている。

### 名前の由来
高城西北の古城の根方を廻った地形であったため、根廻と称したとされる。

## 交通

### 鉄道
域内に鉄道駅はないが、最寄駅は愛宕駅（JR東北本線）や品井沼駅（JR東北本線）が挙げられる。

### 道路
- 国道45号
- 国道346号
- 金華山道
- 三陸自動車道
- 町道根廻品井沼線[7]
- 根廻トンネル：建築されてから約130年経過している（2019年時点）[8]

### バス
- 松島町営バス[9]

## 学区
松島町立松島第二小学校・松島町立松島中学校へ進学する。

## 施設
- 松島北IC

## 人口
2022年（令和4年）3月1日時点での人口は以下の通りである。
| 行政区 | 世帯数  | 男   | 女   | 計    |
| ------ | ------- | ---- | ---- | ----- |
| 前根廻 | 29世帯  | 41人 | 43人 | 84人  |
| 後根廻 | 105世帯 | 65人 | 99人 | 164人 |

## 東日本大震災
根廻では犠牲者は1名で建物の被害も少なくなく、携帯が繋がりにくかったとされる。

### 被害統計
以下は犠牲者の統計である。
| 世代と性別 | 犠牲者 | 死亡率 | 当時の人口 |
| ---------- | ------ | ------ | ---------- |
| 男性       | 1人    | 0.68%  | 146人      |
| 女性       | 0人    | 0%     | 173人      |
| 15歳未満   | 0人    | 0%     | 27人       |
| 15〜64歳   | 0人    | 0%     | 145人      |
| 65歳以上   | 1人    | 0.68%  | 147人      |
| 合計       | 1人    | 0.31%  | 319人      |

以下は建物の被害の統計である。
| 全壊 | 大規模半壊 | 半壊 | 一部損壊 | 被害割合 |
| ---- | ---------- | ---- | -------- | -------- |
| 9件  | 10件       | 26件 | 20件     | 46.4%    |